# 蒙特婁美術館

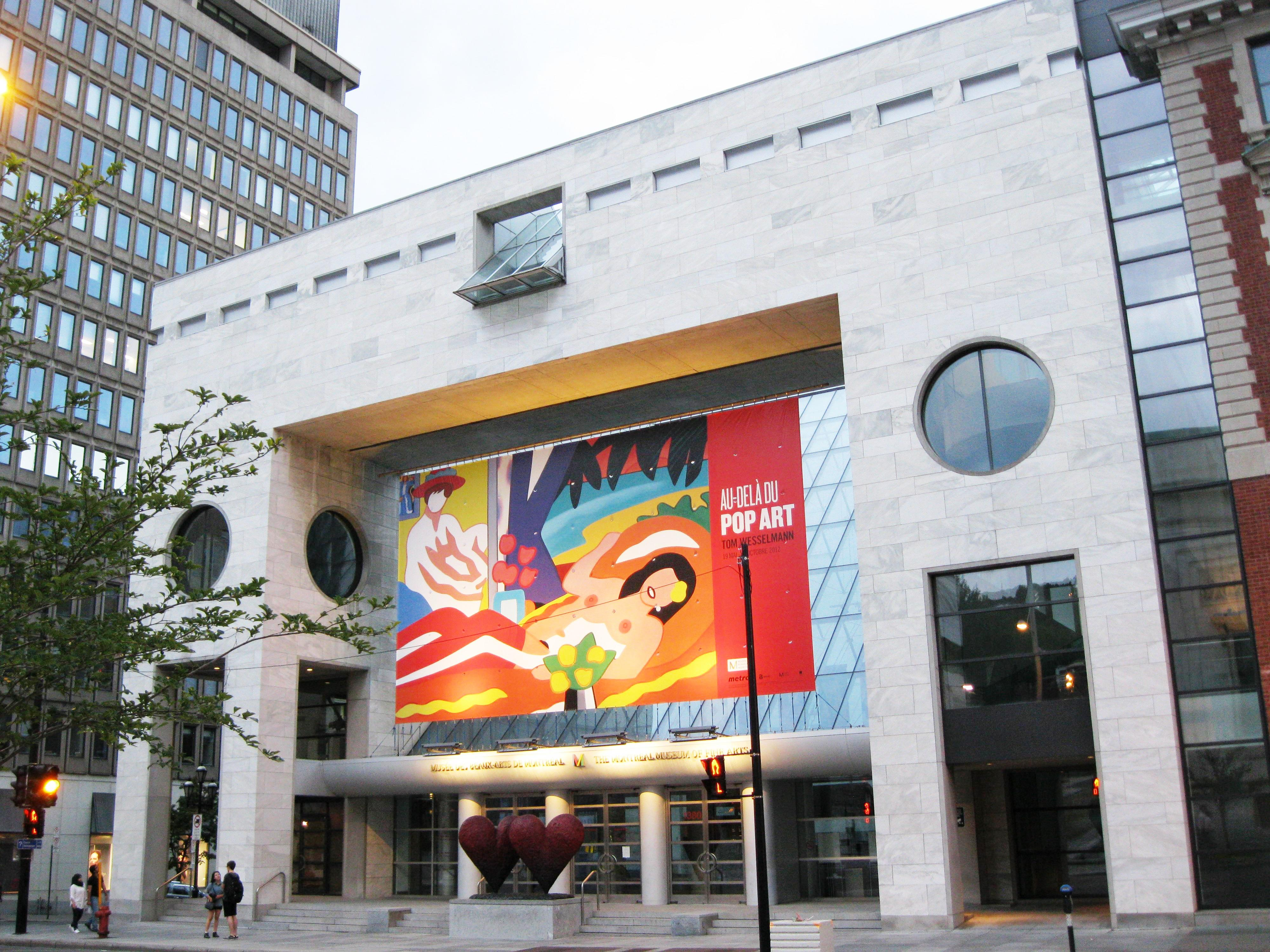
美术馆

蒙特婁美術館（法語：Musée des beaux-arts de Montréal）是位於加拿大魁北克省蒙特婁的一座美術館，是加拿大歷史最長的美術館。

## 历史
蒙特婁美術館創建於1860年，由蒙特婁的美術愛好家和收集家們組織的蒙特婁藝術協會設立。當時的美術館只是偶爾舉辦展覽會或開辦繪畫教師。1877年，實業家Benaiah Gibb捐贈給協會部分土地、資金和一些歐洲繪畫藏品。1879年，美術館正式開館。之後美術館也得到多次捐贈。1912年，美術館遷至現址。1972年9月4日，美術館遭到搶劫，是為加拿大犯罪史上被害額最高的搶劫案。美術館在之後因改裝而關閉三年，1976年再次公開。1991年，美術館修建了新館。

## 外部連結
- （法文）（英文）Official Website